# BPGM
BPGM (англ. Bisphosphoglycerate mutase) – білок, який кодується однойменним геном, розташованим у людей на 7-й хромосомі. Довжина поліпептидного ланцюга білка становить 259 амінокислот, а молекулярна маса — 30 005.
| 10         |  | 20         |  | 30         |  | 40         |  | 50         |
| ---------- |  | ---------- |  | ---------- |  | ---------- |  | ---------- |
| MSKYKLIMLR |  | HGEGAWNKEN |  | RFCSWVDQKL |  | NSEGMEEARN |  | CGKQLKALNF |
| EFDLVFTSVL |  | NRSIHTAWLI |  | LEELGQEWVP |  | VESSWRLNER |  | HYGALIGLNR |
| EQMALNHGEE |  | QVRLWRRSYN |  | VTPPPIEESH |  | PYYQEIYNDR |  | RYKVCDVPLD |
| QLPRSESLKD |  | VLERLLPYWN |  | ERIAPEVLRG |  | KTILISAHGN |  | SSRALLKHLE |
| GISDEDIINI |  | TLPTGVPILL |  | ELDENLRAVG |  | PHQFLGDQEA |  | IQAAIKKVED |
| QGKVKQAKK  |  |            |  |            |  |            |  |            |

A: Аланін

C: Цистеїн

D: Аспарагінова кислота

E: Глутамінова кислота

F: Фенілаланін

G: Гліцин

H: Гістидин

I: Ізолейцин

K: Лізин

L: Лейцин

M: Метіонін

N: Аспарагін

P: Пролін

Q: Глутамін

R: Аргінін

S: Серин

T: Треонін

V: Валін

W: Триптофан

Кодований геном білок за функціями належить до гідролаз, ізомераз, фосфопротеїнів. 
Задіяний у таких біологічних процесах, як гліколіз, ацетилювання. 